# Puebla de Don Fadrique
Puebla de Don Fadrique là một đô thị trong tỉnh Granada, Tây Ban Nha. Theo điều tra dân số 2007 (INE), đô thị này có dân số là 2565 người.
37°58′B 2°26′T / 37,967°B 2,433°T